# Sobral da Lagoa
Sobral da Lagoa is een plaats (freguesia) in de Portugese gemeente Óbidos en telt 420 inwoners (2001).